# Зевенморген
Зевенморген (нід. Zevenmorgen) — селище в нідерландській провінції Гелдерланд. Входить до муніципалітету Бюрен. Перша згадка про селище датується 1884 роком. Його назва буквально перекладається як «сім моргів» (середньовічних одиниць вимірювання площі земель).